# Geisa
Geisa est une municipalité allemande située dans le land de Thuringe et l'arrondissement de Wartburg. 

## Histoire
| Appartenances historiques Principauté abbatiale de Fulda 1220–1752 Principauté épiscopale de Fulda 1752–1803 Principauté de Nassau-Orange-Fulde 1803–1807 Royaume de Westphalie 1807–1810 Grand-duché de Francfort 1810-1813 Grand-duché de Saxe-Weimar-Eisenach 1815–1918 République de Weimar 1918–1933 Reich allemand 1933–1945 Allemagne occupée 1945–1949 République démocratique allemande 1949–1990 République fédérale d'Allemagne 1949–présent |

## Personnalité liées à la ville
- Peter Philipp von Dernbach (1619-1683), prince-évêque de Bamberg et de Wurtzbourg, né à Geisa.
- Cornelius Müller Hofstede (1898-1974), historien de l'art né à Geisa.

## Jumelages
Geisa est jumelée avec la ville allemande de Hünfeld.